# Scawby
Scawby – wieś w Anglii, w hrabstwie ceremonialnym Lincolnshire, w dystrykcie (unitary authority) North Lincolnshire. Leży 34 km na północ od Lincoln i 227 km na północ od Londynu.